# Komlósd, Somogy
Komlósd  este un sat în districtul Barcs, județul Somogy, Ungaria, având o populație de 173 de locuitori (2011). 

## Demografie
Componența etnică a satului Komlósd
     Maghiari (93,1%)
     Romi (6,9%)
Componența confesională a satului Komlósd
     Romano-catolici (32,95%)
     Fără religie (17,34%)
     Reformați (13,87%)
     Necunoscută (35,84%)
Conform recensământului din 2011, satul Komlósd avea 173 de locuitori. Din punct de vedere etnic, majoritatea locuitorilor (93,1%) erau maghiari, cu o minoritate de romi (6,9%). Nu există o religie majoritară, locuitorii fiind romano-catolici (32,95%), persoane fără religie (17,34%) și reformați (13,87%). Pentru 35,84% din locuitori nu este cunoscută apartenența confesională.